# Maladie de von Hippel-Lindau
Pour les articles homonymes, voir Lindau (homonymie).
 Mise en garde médicale
Maladie rare, la maladie de von Hippel-Lindau est une phacomatose (ou hamartomatose) dont la manifestation caractéristique est la présence d’hémangioblastome du cervelet, de la moelle épinière ou d’angiome de la rétine. En raison de la fréquence des manifestations cancéreuses dans cette pathologie, on peut parler de cancer héréditaire dans cette pathologie.

## Historique
Eugen von Hippel décrit, en 1904, des angiomes rétiniens héréditaires. Arvid Lindau, en 1917, décrit l'association angiomes rétiniens et hémangiome cérébelleux.

## Autres noms de la maladie
- Maladie de Lindau
- Angiomatose cérebello rétinienne

## Cause
La maladie est due à une mutation du gène VHL se situant sur le locus p. 25 p. 26 du chromosome 3. Le gène VHL normal (non muté), code une protéine qui est une E3 ligase du facteur de transcription HIF et permet de le dégrader au protéasome. HIF seul, active la transcription de VEGF (agit comme facteur de croissance sur les vaisseaux sanguins) et permet la croissance du cancer et sa dissémination métastatique par les vaisseaux. VHL agit donc comme un gène suppresseur de tumeur.
Il existe plus de 200 mutations connues du gène pouvant entraîner une maladie de von Hippel-Lindau (dont l'une provoque la maladie de Chuvash (Arg200Trp)).
La protéine codée par ce gène a un rôle important dans la formation des vaisseaux.

## Epidémiologie
Son incidence est d'environ 1 sur 36 000 naissances tandis qu'on estime la prévalence à 1 sur 53 000 personnes ce qui fait de cette maladie une maladie orpheline. Elle touche autant d'hommes que de femmes.

## Description
Les manifestations cliniques de cette maladie sont :
- Hémangioblastome du cervelet ou de la moelle épinière ;
- Hémangioblastome de la rétine ;
- Cancer à cellules claires ou kyste des reins ;
- kyste du pancréas, rénal ou épididymaire.

Les malades atteints par cette affection n’ont pas toutes les pathologies décrites ci-dessus. Mais il faut impérativement la présence d’un hémangioblastome pour évoquer la maladie de von Hippel-Lindau. L’âge d’apparition de la maladie est variable, vers 35 ans en moyenne, mais elle peut apparaître dès cinq ans et toujours avant 60 ans.
La survenue d'un Phéochromocytome est moins fréquente.
L'espérance de vie dépasse 60 ans et est liée essentiellement aux atteintes neurologiques.

## Diagnostic

### Anténatal
Si la mutation est connue il est possible de faire un diagnostic prénatal.

### Post natal
Cette pathologie est à rechercher systématiquement chez tout sujet présentant un signe majeur décrit ci-dessus

## Mode transmission
Le mode de transmission de la maladie est autosomique dominant ce qui signifie qu'il faut posséder un allèle muté du gène pour que la maladie s'exprime.

## Conseil génétique
Une consultation est indispensable avec un généticien spécialisé.

## Traitement
C'est celui des différentes tumeurs. Le belzutifan est un inhibiteur de l' EPAS1, un des facteurs induits par l'hypoxie (HIF), et permet d'avoir une réponse dans plusieurs tumeurs secondaires à cette maladie. Le pazopanib semble également avoir une certaine efficacité.

## Sources
1. ↑  von Hippel E, Uber eine sehr seltene Erkrankung der Netzhaut, Graefes Arch Clin Exp Ophthalmol, 1904;59:83-106
2. ↑  Lindau A, Zur Frage der Angiomatosis retinae und ihrer Him-complikation, Acta
Ophthalmol (Scand), 1927,4:193-226
3. ↑  (en) Online Mendelian Inheritance in Man, « VON HIPPEL-LINDAU SYNDROME ; VHLS », sur omim.org (consulté le 5 juin 2021)
4. ↑  Maher ER, Yates JR, Ferguson-Smith MA, Statistical analysis of the two stage mutation model in von Hippel-Lindau disease, and in sporadic cerebellar haemangioblastoma and renal cell carcinoma, J Med Genet, 1990;27:311-314
5. 1 2  « Orphanet : Maladie de von Hippel Lindau », sur www.orpha.net (consulté le 5 juin 2021)
6. ↑  Maher ER, Neumann HP, Richard S, von Hippel-Lindau disease: a clinical and scientific review, Eur J Hum Genet, 2011;19:617-623
7. ↑  Binderup MLM, Jensen AM, Budtz-Jørgensen E, Bisgaard ML, Survival and causes of death in patients with von Hippel-Lindau disease, J Med Genet, 2017;54:11-18
8. ↑  Jonasch E, Donskov F, Iliopoulos O et al. Belzutifan for renal cell carcinoma in von Hippel–Lindau disease, New Engl J Med, 2021;385:2036-2046
9. ↑  Jonasch E, McCutcheon IE, Gombos DS et al. Pazopanib in patients with von Hippel-Lindau disease: a single-arm, single-centre, phase 2 trial, Lancet Oncol, 2018;19:1351-1359